# Vassrost
Vassrost är en svampart som först beskrevs av Heinrich Christian Friedrich Schumacher, och fick sitt nu gällande namn av Friedrich August Körnicke 1876. Puccinia phragmitis ingår i släktet Puccinia,  och familjen Pucciniaceae.   Inga underarter finns listade.